# Los Viagras
Los Viagras, également connu sous le nom de Los Sierra, est une branche armée du cartel La Nueva Familia Michoacana (LNFM) dans l'État du Michoacán, au Mexique. Il a été fondé par les frères Sierra Santana, dirigés par Rodolfo Sierra Santana (alias El Tronado), contre lequel des mandats d'arrêt ont été émis pour de multiples chefs d'accusation d'homicide, de vol, d'extorsion et d'enlèvement. Le groupe opère principalement dans les régions de Zamora de Hidalgo, Jacona de Plancarte (es), Tangancicuario (es), Sahuayo de Morelos (es) et Uruapan (es).